# Kreis Makó
Der Kreis Makó (ungarisch Makói járás) ist ein Kreis im Südosten des südungarischen Komitats Csongrád-Csanád. Er grenzt im Norden und Osten an das Komitat Békés und im Süden an Rumänien (8 Grenzgemeinden).

## Geschichte
Der Kreis ging während der ungarischen Verwaltungsreform Anfang 2013 aus dem gleichnamigen Kleingebiet (Makói kistérség) hervor. 15 der 17 Gemeinden wurden in den Nachfolgerkreis übernommen. 2 Gemeinden (mit 1.094 Einwohnern auf 14,89 km²) gelangten in den Kreis Szeged. Der Gebietsverlust dadurch betrug ca. 2 %.

## Gemeindeübersicht
Der Kreis Makó hat eine durchschnittliche Gemeindegröße von 2.884 Einwohnern auf einer Fläche von 45,93 Quadratkilometern. Die Bevölkerungsdichte liegt unter der des Komitats. Verwaltungssitz ist die größte Stadt, Makó, im Süden des Kreises gelegen.
| Gemeinde       | Status       | Herkunft Kleingebiet | Einwohnerzahl | Einwohnerzahl | Einwohnerzahl | Fläche     | Bevölkerungs- dichte (Ew./km²) |
| Gemeinde       | Status       | Herkunft Kleingebiet | 01.10.2011    | 01.01.2013    | 01.01.2016    | 01.01.2016 | Bevölkerungs- dichte (Ew./km²) |
| -------------- | ------------ | -------------------- | ------------- | ------------- | ------------- | ---------- | ------------------------------ |
| Ambrózfalva *  | Gemeinde     | Makó                 | 496           | 503           | 498           | 11,22      | 44,4                           |
| Apátfalva *    | Gemeinde     | Makó                 | 3.040         | 2.977         | 2.900         | 53,78      | 53,9                           |
| Csanádalberti  | Gemeinde     | Makó                 | 447           | 439           | 419           | 15,32      | 27,3                           |
| Csanádpalota * | Stadt        | Makó                 | 2.923         | 2.941         | 2.801         | 77,92      | 35,9                           |
| Földeák        | Gemeinde     | Makó                 | 3.099         | 3.049         | 2.973         | 36,37      | 81,7                           |
| Királyhegyes   | Gemeinde     | Makó                 | 665           | 659           | 613           | 29,80      | 20,6                           |
| Kiszombor *    | Großgemeinde | Makó                 | 3.935         | 3.894         | 3.759         | 65,81      | 57,1                           |
| Kövegy         | Gemeinde     | Makó                 | 377           | 369           | 368           | 9,71       | 37,9                           |
| Magyarcsanád * | Gemeinde     | Makó                 | 1.488         | 1.455         | 1.406         | 48,02      | 29,3                           |
| Makó           | Stadt        | Makó                 | 23.683        | 23.378        | 22.747        | 229,23     | 99,2                           |
| Maroslele      | Gemeinde     | Makó                 | 2.117         | 2.073         | 2.020         | 46,56      | 43,4                           |
| Nagyér *       | Gemeinde     | Makó                 | 515           | 529           | 521           | 12,29      | 42,4                           |
| Nagylak *      | Gemeinde     | Makó                 | 488           | 481           | 432           | 4,69       | 92,1                           |
| Óföldeák       | Gemeinde     | Makó                 | 456           | 450           | 464           | 35,09      | 13,2                           |
| Pitvaros *     | Gemeinde     | Makó                 | 1.409         | 1.415         | 1.340         | 13,14      | 102,0                          |
| Kreis Makó     |              | 45.138               | 44.612        | 43.261        | 688,95        | 62,8       |                                |

* Grenzgemeinde zu Rumänien